# Christian Detlev von Reventlow
Christian Detlev von Reventlow, comte de Reventlow, né le 21 juin 1671 et mort le 1er octobre 1738 est un militaire et diplomate danois des XVIIe et XVIIIe siècles.

## Biographie

### Origines et famille
Le comte de Reventlow descende de la Maison de Reventlow une famille de la noblesse du Mecklembourg et du Holstein dont l'origine remonte au XIIIe siècle et qui s'est installée sur les côtes de la mer Baltique.
Il est le fils de Conrad de Reventlow (en), chancelier du Danemark et le frère d'Anne-Sophie de Reventlow, reine consort du Danemark après son mariage avec Frédéric IV de Danemark. Il est le père de Louise Stolberg.
Jeune, il est destiné à la carrière militaire. Il combat dans l'armée danoise contre les Français pendant la guerre de la Quadruple-Alliance.
En 1701, il est envoyé à la tête des troupes danoises pour combattre les Français en Italie pendant la guerre de Succession d'Espagne. Il sert sous les ordres d'Eugène de Savoie, mais il doit affronter les Français seul[Information douteuse] pendant la bataille de Calcinato en 1706. Écrasé par le nombre, et face au « Grand Vendôme », Reventlow doit s'incliner.
En 1709, il commande les troupes danoise en Scanie pendant la Grande guerre du Nord.
En mars 1713, le roi Frédéric IV de Danemark nomme Reventlow gouverneur d'Altona, près de Hambourg. La ville avait été pillée par les Suédois et dû être reconstruite. Sa tâche était de superviser le programme de reconstruction. En 1732, il doit renoncer à son poste de gouverneur d'Altona à la mort de son beau-frère, Frédéric IV de Danemark.